# Pierre Bernac
Pierre Bernac, właśc. Pierre Bertin (ur. 12 stycznia 1899 w Paryżu, zm. 17 października 1979 w Villeneuve-lès-Avignon) – francuski śpiewak, baryton.

## Życiorys
Początkowo pracował w domu maklerskim prowadzonym przez jego ojca, studia muzyczne podjął dopiero w dorosłym życiu. Śpiewu uczył się w Salzburgu u Reinholda von Warlicha. Przez wiele lat współpracował z Francisem Poulenkiem, był wykonawcą jego dzieł, koncertował też z nim jako akompaniatorem w krajach europejskich i Stanach Zjednoczonych. Poulenc specjalnie dla niego napisał swoje pieśni, m.in. Cinq poèmes de Paul Éluard i Tel jour telle nuit. W jego repertuarze znajdowały się ponadto utwory m.in. Maurice’a Ravela, Claude’a Debussy’ego, Gabriela Faurégo, Dariusa Milhauda i Arthura Honeggera. Zajmował się także działalnością pedagogiczną, w latach 1945–1965 prowadził klasę śpiewu w American Conservatory w Fontainebleau. Od 1957 roku wykładał też w École normale de musique de Paris. Do grona jego uczniów należał Gérard Souzay.
Opublikował pracę The Interpretation of French Song (Nowy Jork 1970, 2. wydanie 1976) i monografię Francis Poulenc: The Man and His Songs (Nowy Jork 1977).